# Charles Thomas Bolton
Charles Thomas o Tom Bolton (nascut el 1943) és un astrònom estatunidenc, va ser el primer a presentar evidències sòlides de l'existència d'un forat negre.
Bolton va rebre el seu títol de Batxiller el 1966 en la Universitat d'Illinois, seguit pel seu Mestratge el 1968 i el seu Doctorat el 1970 aconseguit en la Universitat de Michigan. Bolton posteriorment va treballar com a investigador de post doctorat a l'Observatori David Dunlap, treballant com a professor allí fins a 1972. Va continuar com a professor Col·legi de Scarborough de 1971 a 1972, i en el Col·legi d'Erindale de 1972 a 1973, però des de 1973, ha estat un afiliat del departament d'Astronomia de la Universitat de Toronto on és ara un eminent professor.
El 1971, mentre es trobava estudiant sistemes binaris a l'Observatori Dunlap, Bolton va observar un trontoll a l'estrella HDE 226868 com si aquesta estigués orbitant al voltant d'una invisible però massiva companya emetent potents rajos X, independentment del treball realitzat per Louise Webster i Paul Murdin en el Observatori Reial de Greenwich. Anàlisis rigoroses van llançar una estimació sobre la quantitat de massa necessària per a aquella atracció gravitacional, la qual cosa va provar ser massa per una estrella de neutrons. Després que exhaustives observacions confirmessin els resultats, el 1973, la comunitat d'astrònoms en general van reconèixer el forat negre Cygnus X-1, el qual roman en el pla de la Via Làctia.
Bolton és membre de la Reial Societat de Canadà.